# 나타

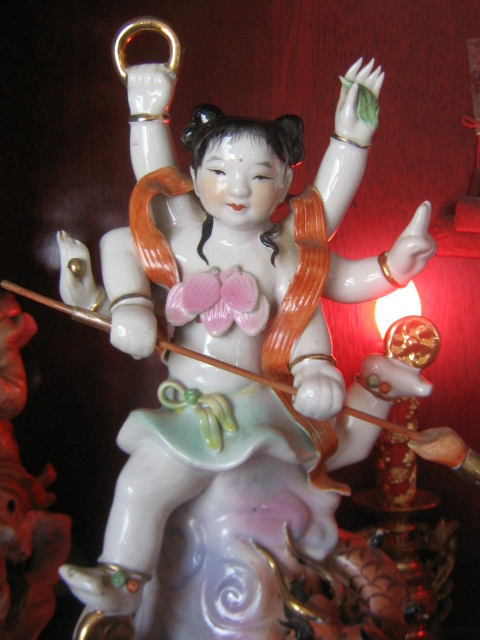
나타

나타(哪吒)는 중국 도교에서 추앙하는 남신으로, 원래는 불교의 호법신 중 하나였다. 도교에서의 정식 명칭은 중단원수(中壇元帥)이다.
중국 도교 민화 및 설화의 등장 인물로, 《서유기(西遊記)》, 《봉신연의(封神演義)》 등에 등장하기도 한다.

## 주요 소설에서의 나타

### 서유기
손오공(孫悟空)이 필마온(弼馬溫)이라는 직책에 불만을 가지고 천계에서 날뛰자, 옥황상제(玉皇上帝)로부터 아버지 탁탑천왕(托塔天王)과 함께 손오공을 붙잡아오라는 명을 받는다. 손오공과 싸울 때 삼두육비(三頭六臂)로 변하여 여섯 가지 무기를 들고 맞서지만, 손오공 또한 자신의 몸을 삼두육비로 만들고 여의봉 또한 세 개로 만들어 30합이 넘도록 싸웠다. 싸움이 길어지자 손오공은 몸에서 머리털을 하나 뽑아 자신의 분신으로 만들고는 나타의 뒤에서 협공을 가하도록 했으며, 나타는 왼팔에 부상을 입고 후퇴했다.
이후 손오공 일행이 독각시대왕(獨角兕大王)과 싸우게 되었을 때 탁탑천왕과 함께 손오공을 도와주었다.

### 봉신연의
이정(李靖)의 아들로, 금타(金吒), 목타(木吒)의 동생이다. 원래는 인간이 아닌 영주(霊珠)로 이정의 부인인 은씨 몸에서 3년 6개월을 지낸 뒤 세상에 태어난 뒤 태을진인(太乙眞人)이 교육을 시켰다. 7세 때 동해 용왕(龍王)의 부하인 이량(李良)과 용왕의 셋째 아들인 오병(敖丙)을 죽였고, 그것으로 인해 용왕이 이정 부부를 몰아세우자 죄를 대신 받고자 자신의 살과 뼈를 발라내 죽었다. 사후 혼백이 되어 어머니 은씨에게 자신의 행궁을 지어 3년 동안 제사를 지내면 돌아올 수 있다고 말해 행궁을 짓도록 했으나, 반년이 지나자 아버지 이정에게 들켜 행궁이 파괴되었다. 그 뒤 태을진인이 연꽃에 금단(金丹)을 넣어 나타를 부활시켰으며, 부활하자마자 아버지 이정을 죽이려 했으나 연등도인(燃燈道人)에게 제압당해 이정과 화해했다.
이후 강자아(姜子牙)의 선봉장 역할을 하며 봉신(封神) 계획을 돕는 역할을 하였으며, 후에 삼면팔비(三面八臂)로 재탄생하게 된다.